# Luna 16
Luna 16 fu la prima sonda robotica ad atterrare sulla Luna, fu lanciata dall'URSS nel 1970.

## La missione
Luna 16 fu lanciata il 12 settembre del 1970 alle 13:25:53 UTC, dopo una correzione di rotta eseguita il 13 settembre, si immise in un'orbita circolare lunare il 17 settembre. Il 20 settembre, dopo che i tecnici avevano studiato i parametri orbitali ed eseguito due manovre di correzione, la sonda accese il razzo per iniziare la discesa e sei minuti dopo, alle 05:18 UT, la sonda effettuò un perfetto atterraggio sulla Luna. Luna 16 eseguì il primo allunaggio nell'emisfero notturno del nostro satellite essendo il sole tramontato 60 ore prima.

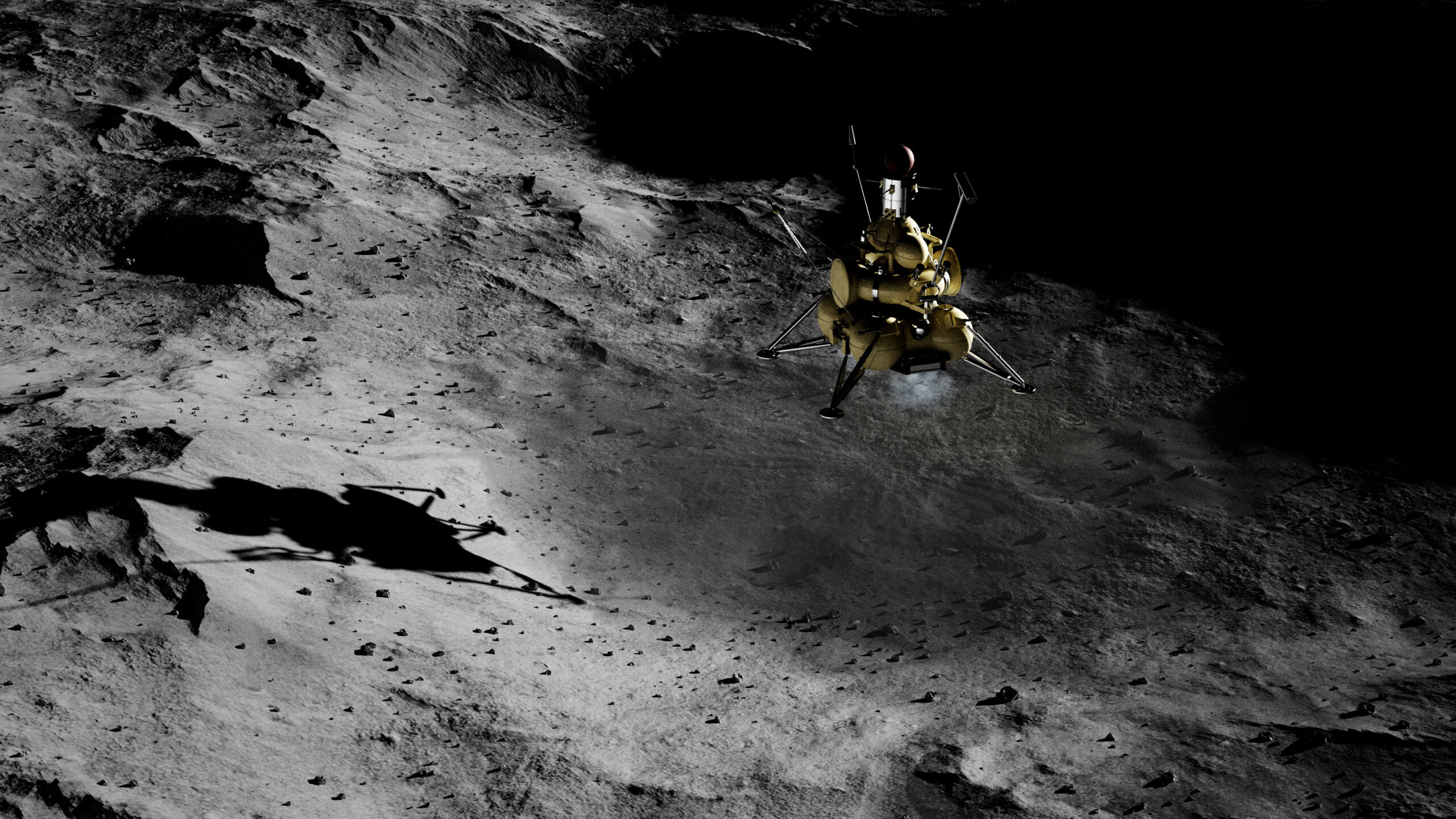
La sonda sulla superficie lunare

Meno di 60 minuti dopo, alle 06:03 UT, Luna 16 attivò un trapano automatico che perforò la superficie della Luna allo scopo di raccogliere rocce lunari. Raggiunta la profondità di 35 centimetri, la carota fu trasferita in cima alla sonda, dentro un contenitore sferico ermetico.
Dopo 26 ore e 25 minuti dall'allunaggio, alle 07:43 UT del 21 settembre, furono accesi i motori e l'ultimo stadio di Luna 16 decollò dalla Luna, mentre il resto della sonda rimase sulla superficie continuando a inviare dati su temperatura, radiazioni e immagini stereografiche del sito di allunaggio.

Tre giorni dopo, il 24 settembre, la capsula con 105 grammi di materiale lunare raggiunse la Terra e iniziò la discesa nell'atmosfera. Atterrò 80 km a sud di Dzhezkazgan, in Kazakistan.
Le analisi sul campione lunare dimostrarono che si trattava di un tipo di basalto simile a quello raccolto dalla missione Apollo 12.
La missione fu un grande successo per l'URSS, in quanto si trattava della prima sonda completamente automatizzata che inviò sulla terra dei campioni extraterrestri.